# Raduč
Raduč (serb. Радуч) – wieś w Chorwacji, w żupanii licko-seńskiej, w gminie Lovinac. Leży w regionie Lika, u podnóża Welebitu. W 2011 roku liczyła 12 mieszkańców.